# بنی کریگ
بنی کریگ (انگلیسی: Benny Craig؛ ۶ دسامبر ۱۹۱۵ – ۲۰ ژانویهٔ ۱۹۸۲) بازیکن فوتبال اهل بریتانیا بود.
از باشگاه‌هایی که در آن بازی کرده‌است می‌توان به باشگاه فوتبال هادرزفیلد تاون و باشگاه فوتبال نیوکاسل یونایتد اشاره کرد.